# Tahitisnäppa
Tahitisnäppa (Prosobonia leucoptera) är en utdöd fågel i familjen snäppor inom ordningen vadarfåglar.

## Förekomst
Fågeln förekom tidigare i Tahiti i Franska Polynesien. Typexemplaret samlades in av Johann Reinhold Forster och avmålad av sin son 1773. Exemplaret finns nu i Leiden och målningen i London. Ett ytterligare exemplar samlades in 1777, men det är numera förlorat.

## Systematik
Tidigare betraktades den tillika utdöda mooreasnäppan (Prosobonia ellisi) vara synonym med tahitisnäppan, men den förra anses numera som en fullgod art. Genetiska studier visar att båda arterna står nära tuamotusnäppan (Prosobonia parvirostris, tidigare i släktet Aechmorhynchus) och att dessa i sin tur är nära släkt med roskarlarna i Arenaria.

## Levnadssätt
Det enda som är känt om arten är att Forster noterade att den förekom utmed höglänta vattendrag.

## Status
Arten har inte setts till sedan det sista exemplaret samlades in 1777 och kategoriseras därför av internationella naturvårdsunionen IUCN som utdöd. Dess försvinnande orsakades troligen av införda råttor.